# Josep Romeu i Figueras
Josep Romeu i Figueras (Òdena, Anoia, 16 de març de 1917 - Barcelona, 18 de desembre de 2004) fou un poeta i crític literari català, especialitzat en literatura catalana modernista i contemporània, poesia tradicional i teatre popular. El seu germà Joan Romeu i Figueras, és un promotor cultural i polític català.

## Biografia
Es formà a l'Ateneu Igualadí de la Classe Obrera, estudià a la Universitat de Barcelona i als Estudis Universitaris Catalans, on es va doctorar en lletres l'any 1948. Es llicencià en filologia hispànica i va fundar amb altres el grup cultural Anabis (1944-1948), la Societat Catalana d'Estudis Històrics, el Centre d'Estudis Comarcals d'Igualada (1947) i la revista Ariel (1946-1951).
Va fer crítica literària d'autors catalans com Joan Maragall, Josep Vicenç Foix i Bartomeu Rosselló-Pòrcel. Del 1971 al 1984 fou professor d'investigació al CSIC adscrit a l'Institut Espanyol de Musicologia, i del 1969 al 1984 professor de la facultat de lletres de la Universitat Autònoma de Barcelona. El 1972 ingressà a l'Acadèmia de Bones Lletres de Barcelona i fou membre d'honor de l'Associació d'Escriptors en Llengua Catalana.
Publicà articles a les revistes Serra d'Or, Els Marges o Revista de Catalunya. Va rebre els premis Menéndez Pelayo del CSIC de 1947 i del certamen de poesia de l'entronització de la Mare de Déu de Montserrat de 1947, el premi Milà i Fontanals de l'IEC de 1955, i la Creu de Sant Jordi de 1993. L'any 2004, li fou atorgat el Premi Crítica Serra d'Or de biografies i memòries per Quadern de memòries.
El seu arxiu personal i documental es conserva a la Biblioteca Central d'Igualada, des de l'any 2006.

## Obres

### Poesia
- Obra poètica (1951)
- Tots els poemes (1993)
- Temps (1995)
- Versos a mitja veu (2000)
- Ésser i estar (2001)
- Imatges i metàfores (2002)
- Immers en la paraula (2003)

### Assaig i crítica
- El mito de "El comte Arnau" en la canción popular, la tradición legendaria y la literatura (1948)
- Cançons nadalenques del segle XV (1949)
- Teatre hagiogràfic (1957)
- Teatre profà (1962)
- El Cancionero Musical de Palacio (1965)
- La légende de Judas Iscarioth dans le théâtre catalan et provençal (1957)
- El davallament de la Creu a Catalunya (1967)
- El fragment inèdit d'Ulldecona (1967)
- Joan Timoneda i la "Flor de enamorados" (1972)
- Poesia popular i literatura (1974)
- Sobre Maragall, Foix i altres poetes (1984)
- El teatre assumpcionista de tècnica medieval als Països Catalans (1984)
- "Sol, i de dol", de J.V. Foix (1985, premi de Literatura Catalana de la Generalitat de Catalunya)
- Materials i estudis de folklore (1993)
- Lectura de textos medievals i renaixentistes (1994)
- Teatre català antic (1994)
- Assaigs i altres indagacions crítiques (1996)
- Corpus d'antiga poesia popular (2000)
- Poesia catalana de Pere Serafí (2001)
- Quadern de memòries (2003) (2004, premi Crítica Serra d'Or de biografies i memòries)
- Llegendes de la Garrotxa (2004)